# Wie soll man Dr. Mráček ertränken? oder Das Ende der Wassermänner in Böhmen
Wie soll man Dr. Mráček ertränken? oder Das Ende der Wassermänner in Böhmen ist eine tschechoslowakische Filmkomödie in Form eines modernen Märchenfilms von 1975.

## Handlung
In Prag, in einem Haus neben dem Ufer der Moldau, leben die letzten sieben böhmischen Wassermänner: Herr Wassermann, seine Frau Matilda Wassermanová und seine Tochter Polly sowie Matildas drei Brüder Bertík, Karel und Alois Vodička (in der Synchronfassung: Wässerchen), die in einem nicht sehr angenehmen Dienstbotenverhältnis zu den Wassermanns stehen, und Alois’ Tochter Jana.
Auf den ersten Blick wirken sie wie normale Bürger, jedoch sind sie unsterblich. Ihre Leidenschaft ist das Sammeln der Seelen Ertrunkener in kleinen Porzellantöpfchen. Je mehr Töpfchen, desto höher das Ansehen in der Wassermanngemeinschaft.
Alois Wässerlein arbeitet in Prag als Taucher. Aufgrund seiner Verdienste will man ihm einen Gefallen tun: Man weiß, dass er mit seiner Familie in einer sehr feuchten Wohnung lebt, und will ihm eine neue, trockene Wohnung zuweisen. Als jedoch der Bescheid zum Umzug vom städtischen Beamten Dr. Jindřich Mráček bei Wässerleins eingeht, ist der Verdruss groß, schließlich war die Wohnung ideal für sie, direkt an der Moldau gelegen. Da Dr. Mráček sich nicht davon überzeugen lässt, muss er aus dem Weg geräumt werden, selbstverständlich durch Ertränken. Dr. Mráčeks Boot wird also auf der Moldau zum Kentern gebracht, jedoch rettet ihn Alois’ Tochter, die Wassernixe Jana, und verliebt sich in ihn.
Währenddessen geht Herr Wassermann auf einen internationalen Kongress in Hamburg, bei dem er nachdrücklich auf das drohende Aussterben der Wassermänner in Böhmen hingewiesen wird. Zwei junge Hamburger Wassermänner, Thomas und Rolf, sollen daher mit Jana und Polly verkuppelt werden, so dass die Linie der böhmischen Wassermänner nicht ausgelöscht werde.
Das geht ziemlich schief. Durch den Kontakt mit Blut (bei einer durch einen Unfall verursachten Bluttransfusion in einem Krankenhaus) bzw. einer Affäre mit einer menschlichen Frau (die sie für die Wassermanntochter Jana halten) werden die beiden Jungs zu gewöhnlichen Sterblichen.
Als sich dann Dr. Mráček auch noch in Wassermanntochter Jana verliebt und bei der Inspektion der abzureißenden Wohnung irrtümlich für einen der auswärtigen Wassermänner und Heiratskandidaten gehalten wird, als Matilda in eine Tüte Mehl verwandelt wird und als Kuchen bei Dr. Mráčeks Mutter endet und befreit werden muss, als schließlich auch noch Karel alles daran setzt, zum Menschen zu werden, ist das Chaos perfekt.

## Sonstiges
- Das Titellied (Znala panna pána) zum Film wurde gesungen von Helena Vondráčková und Václav Neckář, es bildet auch das Hauptthema in einigen Szenen des Films. Als weitere Sängerin wird im Vorspann Valérie Čižmárová genannt.
- Als Kulisse für den Film diente das Prag der 1970er Jahre, insbesondere die Moldau, auch erinnert vieles an das damalige alltägliche Leben in Prag. Das Haus, das die Wassermänner bewohnen, hat die Adresse U Sovových mlýnů 134/1. Anders als im Film avisiert wurde es nicht abgerissen. Es gehört der Stadt Prag und ist seit März 2023 vom tschechischen Pfadfinderinstitut gemietet.
- Beim Kongress in Hamburg werden die Vertreter aus Südafrika und Spanien, Staaten mit damals rechtsgerichteten Regimen, ausdrücklich gelobt. Herr Wassermann aus der sozialistischen Tschechoslowakei empfängt aufgrund seiner Misserfolge bei der Seelenjagd hingegen eine Rüge.
- Der Böhme Herr Wassermann, dessen Rolle die eines alten böhmischen Adligen ist, sowie Herr Bach haben auch im Original die deutschen Namen Wassermann und Bach. Die Wässerleins, welche sich schließlich vollständig in die menschliche (tschechoslowakische) Gesellschaft integrieren, tragen dagegen tschechische Namen.
- Die Originalfassung hat eine Länge von 96 Minuten, die der deutschen Fassung beträgt ca. 93 Minuten.